# NGC 4164
NGC 4164 (również PGC 38877) – galaktyka eliptyczna (E3), znajdująca się w gwiazdozbiorze Panny. Odkrył ją Wilhelm Tempel 22 marca 1878 roku. Jest to najjaśniejsza galaktyka klastra.